# Hadrony
Hadrony (z gr. ἁδρός silny) – grupa silnie oddziałujących cząstek subatomowych złożonych z kwarków bądź gluonów. Wyróżnia się stany złożone z samych kwarków (mezony, bariony, tetrakwarki, pentakwarki itd.), samych gluonów (kule gluonowe) oraz kwarków i gluonów (hybrydy mezonowe, hybrydy barionowe itd.). Pierwszymi odkrytymi hadronami były bariony (trzy kwarki albo trzy antykwarki) i mezony (jeden kwark i jeden antykwark). Właściwością hadronów jest ich całkowita liczba barionowa oraz całkowity ładunek elektryczny, choć dla budujących je kwarków i antykwarków liczby te przyjmują wartości ułamkowe. Hadrony, będące stanami związanymi, same mogą tworzyć stany związane – są to jądro atomowe, hiperjądro, atom hadronowy (jądro atomowe z orbitującym wokół niego hadronem), molekuła hadronowa (np. pionium) czy gwiazda neutronowa. Możliwe, że grupa kilku neutronów czy neutronów i hiperonów również jest zdolna do utworzenia stanu związanego. Z przyczyn historycznych hadrony zalicza się czasem do cząstek elementarnych.

## Budowa hadronu
Kwarki mają kolor i zapach (są to nazwy nadane umownie pewnym liczbom kwantowym). Trzy kolory (czerwony, niebieski i zielony) są analogami ładunku elektrycznego. Wymiana wirtualnych gluonów (z gr. gluo – klej) między kolorowymi (nie-wirtualnymi) kwarkami i gluonami jest przyczyną ich wiązania się w hadrony. Oddziaływanie to opisuje chromodynamika kwantowa.
Kwarki różnią się zapachem; istnieje sześć kwarków: dolny (d, down), górny (u, up), dziwny (s – strange), powabny (c – charm), niski (b – bottom) i wysoki (t – top) o ładunkach elektrycznych, odpowiednio parami: −1/3 e i +2/3 e. Gluonów jest osiem, w chromodynamice są analogami fotonu. W przeciwieństwie do fotonów, które nie mają ładunku elektrycznego, gluony mają kolor i oddziałują silnie. Konsekwencją tego oddziaływania jest swoboda asymptotyczna i uwięzienie koloru. Swoboda asymptotyczna oznacza, że kwarki są najbardziej swobodne wtedy, gdy są najbliżej siebie, przyciągają się zaś tym mocniej, im bardziej są od siebie oddalone. Jest to całkowicie przeciwnie niż w elektrodynamice (czy klasycznej grawitacji), gdzie oddziaływanie między ładunkami (masami) maleje wraz ze wzrostem odległości.
W hadronach występują również kwarki wirtualne i higgsony wirtualne, tzn. wewnątrz hadronu próżnia kwantowa jest w nietypowym stanie – np. w protonie chiralny kondensat kwarka dziwnego jest stłumiony w porównaniu z przestrzenią poza nim.

## Rodzaje hadronów
Większość znanych hadronów należy do jednego z dwóch rodzajów:
- bariony, w tym:
  - nukleony (czyli proton i neutron)
  - hiperony (Λ, Σ, Ξ, Ω...)
- mezony (π, ω, ρ, D, K, B...)

Bariony są fermionami (mają spin połówkowy), natomiast mezony są bozonami (mają spin całkowity). Bariony posiadają trzy kwarki walencyjne, a mezony tworzą pary kwark–antykwark. Oba te rodzaje cząstek są „bezbarwne”, czyli ich wypadkowy kolor jest biały. Wymiana mezonów między barionami jest przyczyną wiązania jądrowego, które tworzy jądra atomowe jako stany związane barionów.
Bariony zbudowane z przynajmniej jednego kwarku dziwnego (s) nazywamy hiperonami. Materię jądrową zbudowaną z hiperonów lub mezonów dziwnych (na przykład kaonów) nazywamy materią dziwną. Materia jądrowa może tworzyć stan związany grawitacyjnie – gwiazdę neutronową; hipotetycznie także materia dziwna może utworzyć gwiazdę dziwną.
Obecnie przybywa dowodów na istnienie tak zwanych hadronów egzotycznych, czyli hadronów innych niż mezony i bariony. Są one przewidywane przez chromodynamikę kwantową. W 2014 roku w eksperymencie LHCb zaobserwowano z bardzo wysokim poziomem prawdopodobieństwa powstawanie cząstki Z(4430), tworzonej przez cztery kwarki, a roku później stan tworzony przez 5 kwarków. Opublikowano również przekonujące pośrednie dowody na istnienie kul gluonowych. Począwszy od 2003 roku znaleziono kilkadziesiąt egzotycznych hadronów.
Hipotetycznym pozostaje istnienie egzotycznych stanów mieszanych, np. stanu będącego superpozycją mezonu oraz tetrakwarka.